# Zehava Ben
Zehava Ben (hebreo: זהבה בן) (Beerseba, 8 de noviembre de 1968) es una actriz y cantante israelí de música mizrají en hebreo y árabe.

## Biografía
De familia judía marroquí, nació en un barrio desfavorecido de la región del Néguev.
En 1990 se popularizó su canción para la película Tipat Maza.
Su canción "Shir LaShalom" se usó en la campaña del partido político Meretz, y quedó segunda en la elección de representante israelí para Eurovisión en 2005.

## Discografía
- טיפת מזל (1989)
- איזה מין עולם (1990)
- אינתא עומרי (1991)
- גשם בוכה (1992)
- דרך הגורל (1993)
- מביטה קדימה (1994)
- תעצרו את העולם (1995)
- כוכב אחד לבד (1997)
- חסידה צחורה (1998)
- הביתה לחזור (1998)
- מלך אמיתי (2000)
- בתוך הלב (2002)
- בית אבי (2003)
- זהבה בן (2004)
- ללכת עם האור (2007)
- לילות בבית (2011)